# Joo Min-kyu
Joo Min-kyu (kor. 주민규; * 13. April 1990 in Cheongju) ist ein südkoreanischer Fußballspieler.

## Karriere

### Verein
Joo Min-kyu erlernte das Fußballspielen in den Schulmannschaften der Daesung Middle School, Pungsaeng Middle School, Boin High School und der Daeshin High School sowie in der Universitätsmannschaft der Hanyang-Universität. Seinen ersten Vertrag unterschrieb er am 1. Januar 2013 beim Goyang Hi FC. Das Fußballfranchise aus Goyang spielte in der zweiten Liga. Für das Franchise absolvierte er 56 Zweitligaspiele. 2015 wechselte er zum Ligakonkurrenten Seoul E-Land FC nach Seoul. Von Dezember 2016 bis September 2018 spielte er beim Sangju Sangmu FC in Sangju. Zu den Spielern des Franchise zählen südkoreanische Profifußballer, die ihren zweijährigen Militärdienst ableisten. Nach Beendigung des Wehrdienstes kehrte er zu E-Land zurück. Die Saison 2019 stand er beim Ulsan Hyundai in Ulsan unter Vertrag. Am Ende der Saison feierte er mit Ulsan die Vizemeisterschaft. Im Februar 2020 unterschrieb er in Jeju-si einen Vertrag beim Zweitligisten Jeju United. 2020 wurde er mit Jeju Meister der Liga und stieg in die erste Liga auf. 2021, 2022 und 2023 wurde er Torschützenkönig der ersten Liga. Nach 89 Ligaspielen, in denen er insgesamt 47 Treffer erzielte, kehrte er im Januar 2024 zu seinem ehemaligen Verein Ulsan Hyundai zurück. 2023 und 2024 feierte er mit dem Verein die Meisterschaft. Am 30. November 2024 stand er mit Ulsan im Endspiel des Korean FA Cup. Hier unterlag man den Pohang Steelers 3:1 nach Verlängerung.

### Nationalmannschaft
Joo Min-kyu gab sein Debüt in der südkoreanischen Nationalmannschaft am 21. März 2024 in einem WM-Qualifikations-Spiel gegen Thailand. Bei dem 1:1-Unentschieden stand er in der Startelf und wurde in der 62. Minute gegen Hong Hyun-seok ausgewechselt.

## Erfolge
Ulsan Hyundai
- Südkoreanischer Meister: 2023, 2024
- Südkoreanischer Vizemeister: 2019
- Südkoreanischer Pokalfinalist: 2024

Jeju United
- Südkoreanischer Zweitligameister: 2020  ▲

## Auszeichnungen
K League 1
- Torschützenkönig: 2021, 2022, 2023